# Papa João IX
João IX foi eleito o 116º Papa em janeiro de 898 com o apoio de Lamberto de Spoleto. Nasceu em Tivoli e era monge beneditino. Reconheceu a validade da eleição do papa Formoso e convocou vários sínodos para restaurar a paz na Igreja. Pôs fim às pilhagens que ocorriam nos palácios dos bispos e do Papa após sua morte. Restabeleceu a supremacia da Igreja sobre todos os territórios, sobre Roma e pretendeu afirmar a autoridade directa da Santa Sé sobre os países eslavos.
Para evitar novas lutas, repôs a intervenção imperial sobre a consagração dos pontífices. Morreu em janeiro de 900.